# 나고야 살인사건
《나고야 살인사건》(口裂け女, Carved)은 일본에서 제작된 시라이시 코지 감독의 2007년 공포 영화이다. 사토 에리코 등이 주연으로 출연하였고 하나무라 카야코 등이 제작에 참여하였다.

## 출연

### 주연
- 사토 에리코
- 가토 하루히코
- 미즈노 미키
- 야나기 유레이

### 조연
- 카와이 치하루
- 쿠와나 리에
- 마츠자와 카즈유키
- 사카가미 카오리
- 쿠와에 사키나
- 타키자와 료코
- 사아야
- 카와세 유토
- 나카무라 리오
- 타키자와 료코

## 기타
- 미술: 하타케야마 카즈히사